# Host (comanda)
La comanda Host que s'utilitza en Linux, serveix per trobar l'adreça IP del domini donat i també mostra el nom de domini per a la IP donada.
La comanda Host és una utilitat CLI mínima i fàcil d'utilitzar per fer cerques DNS de traduir nombres de domini a adreces IP i viceversa. També es pot utilitzar per enumerar i verificar diversos tipus de registres DNS com NS i MX, provar i validar el servidor DNS de l'ISP i la connectivitat a Internet, registres de correu no desitjat i llistes negres, detecció i resolució de problemes del servidor DNS, entre d'altres. En aquest article, aprendrem a utilitzar la comanda de sistema principal con Alguns Exemples útils en Linux per fer cerques de DNS.

## Comandes
• -a: mostra tots els registres DNS per al hostname donat.
• -C: mostra els registres SOA i els servidors de noms sutorizados.
• -l: llista tots els hosts en un domini usant AXFR.
• -t: s'utilitza per seleccionar el tipus de query. Tipus d'Query: CNAME, NS, SOA, KEY, etc.
• -W: especifica quant de temps s'ha d'esperar per obtenir una resposta.
• -v: el host genera la sortida verbose.
• -d: equivalent a -v.
• -T: utilitza TCP en comptes d'UDP per querys al servidor de noms